# Сын Вавилона
«Сын Вавилона» (араб. ابن بابل‎) — иракский драматический кинофильм режиссёра Мохамеда аль-Дараджи 2010 года.
Фильм получил поддержку Института Сандэнс и был выдвинут от Ирака на соискание премии «Оскар» (2011 год)  в категории «Лучший фильм на иностранном языке», но не вошёл в число номинантов.

## Сюжет
Действие фильма происходит вскоре после падения режима Саддама Хусейна. Бабушка с внуком отправляются в долгое путешествие, чтобы найти сына и отца, пропавшего без вести ещё в 1991 году. Путь их лежит из Иракского Курдистана в Насирию, где расположена тюрьма для военнопленных, и в которой как верят путники томится их близкий родственник. Бабушка не понимает арабского языка и объясняется со встречными на непонятном для них курдском языке.

## В ролях
- Шазада Хуссейн — бабушка
- Яссер Талиб — Ахмед

## Награды
- 2010 — Берлинский кинофестиваль
  - Приз Peace Film Award
- 2010 — Кинофестиваль в Карловых Варах
  - Премия NETPAC